# Awetik Isahakian
Awetik Isahakian (orm. Ավետիք Իսահակյան, ur. 19 października?/31 października 1875 w Aleksandropolu, zm. 17 października 1957 w Erywaniu) – pisarz ormiański. Pierwszy tomik poetycki Jerker jew werker (Pieśni i rany) opublikował w 1897. Znany jest przede wszystkim jako autor poematu Abúl-Alá al-Maari, wydanego w 1911, a także poetyckiej parafrazy znanego poematu ludowego Mher z Sasunu (1922).
Od 1889 do 1892 uczył się w seminarium duchownym w Eczmiadzynie, w 1892 zaczął publikować. W 1897 wydał swój pierwszy zbiór wierszy. Był dwukrotnie aresztowany za udział w ruchu rewolucyjnym. W 1911 wyemigrował, przebywał m.in. w Genewie, gdzie spędził okres I wojny światowej. W 1926 przybył do radzieckiej Armenii, a od 1930 do 1936 ponownie przebywał za granicą, występując jako przyjaciel ZSRR, w 1936 wrócił z Paryża do ZSRR. Był członkiem Radzieckiego Komitetu Obrońców Pokoju, a od 1946 do 1957 stał na czele Związku Pisarzy Armenii. Pełnił mandat deputowanego do Rady Najwyższej Armeńskiej SRR od 2 do 4 kadencji. Dwukrotnie był odznaczony Orderem Lenina. W 1946 został laureatem Nagrody Państwowej ZSRR.
W Polsce jego wiersze ukazały się w edycji Andrzeja Mandaliana.